# Boeing X-37
Boeing X-37 är en obemannad återanvändbar experimentrymdfarkost tillhörande USA:s flygvapen som bygger på Boeing X-40, som började utvecklas 1999 av NASA. 2004 övertog USA:s försvarsdepartement projektet i sin helhet. Från början var det tänkt att farkosten skulle skjutas upp med USA:s rymdfärjor, men efter olyckan med rymdfärjan Columbia bestämdes att man skulle använda en Delta II-raket för uppskjutningen. Senare byte man till en Atlas V-raket då denna rakettyp klarar större aerodynamiska påfrestningar än vad Delta II gör. Farkosten omges av mycket hemlighetsmakeri. Det uppges att farkosten skall kunna stanna i omloppsbana i upptill 270 dygn.

## X-37A
Byggdes för aerodynamiska tester. För att bland annat testa farkostens glidflygningsförmåga tog man hjälp av företaget Scaled Composites och deras flygplan White Knight

## X-37B
Två farkoster har byggts

### X-37B OTV-1
Huvudartikel: X-37B OTV-1
Den 22 april 2010 sköts den första X-37 avsedd för tester i rymden upp, med en Atlas V-raket. Testflygningen varade i 224 dygn. Den landade på Vandenberg Air Force Base, den 3 december 2010. 

### X-37B OTV-2
Huvudartikel: X-37B OTV-2
Den 5 mars 2011 sköts den andra X-37 upp i rymden, med en Atlas V-raket. Den landade på Vandenberg Air Force Base, den 17 juni 2012.

### X-37B OTV-3
Huvudartikel: X-37B OTV-3
Den 11 december 2012 sköts den första X-37B:an upp för andra gången, med en Atlas V-raket. Den landade på Vandenberg Air Force Base, den 17 oktober 2014.

### X-37B OTV-4
Huvudartikel: X-37B OTV-4
Den 20 maj 2015 sköts den andra X-37B:an upp för andra gången, med en Atlas V-raket. Den landade på Shuttle Landing Facility vid Kennedy Space Center, den 7 maj 2017.

### X-37B OTV-5
Huvudartikel: X-37B OTV-5
En X-37B sköts upp den 7 september 2017. Denna gången med en Falcon 9-raket. Den landade på Shuttle Landing Facility vid Kennedy Space Center, den 27 oktober 2019.

### X-37B OTV-6
Huvudartikel: X-37B OTV-6
Den sjätte flygningen av en X-37B sköts upp med en Atlas V-raket. Uppskjutningen skedde 17 maj 2020. Den landade på Shuttle Landing Facility vid Kennedy Space Center, den 12 november 2022.

### X-37B OTV-7
Huvudartikel: X-37B OTV-7
Den sjunde flygningen av en X-37B sköts upp med en Falcon Heavy-raket den 28 december 2023. Den landade på Vandenberg Air Force Base, den 7 mars 2025.

### X-37B OTV-8
Huvudartikel: X-37B OTV-8
Den åttonde flygningen av en X-37B kommer skjutas upp med en Falcon 9-raket den 21 augusti 2025.

### Statistik
| Flygning | Uppskjutning               | Uppdrag | Längd                   | Notering                                                                                          |
| -------- | -------------------------- | ------- | ----------------------- | ------------------------------------------------------------------------------------------------- |
| OTV-1    | 22 april 2010 23:52 UTC    | USA-212 | 224 dag, 9 tim, 24 min  | Första flygningen av en X-37B. Landade på Vandenberg Air Force Base i Kalifornien                 |
| OTV-2    | 5 mars 2011 22:46 UTC      | USA-226 | 468 dag, 14 tim, 2 min  | Första flygningen av den andra X-37B.                                                             |
| OTV-3    | 11 december 2012 18:03 UTC | USA-240 | 674 dag, 22 tim, 21 min | Andra flygningen för den första X-37B.                                                            |
| OTV-4    | 20 maj 2015 15:05 UTC      | USA-261 | 717 dag, 20 tim, 42 min | Andra flygningen av den andra X-37B. Landade på Shuttle Landing Facility vid Kennedy Space Center |
| OTV-5    | 7 september 2017 14:00 UTC | USA-277 | 779 dag, 17 tim, 51 min | Första uppskjutningen med en Falcon 9-raket                                                       |
| OTV-6    | 17 maj 2020 13:14 UTC      | USSF 7  | 908 dag, 21 tim, 8 min  | Första X-37B att utrustas med en servicemodul                                                     |
| OTV-7    | 29 december 2023           | USSF 52 | 434 dag, 6 tim, 15 min  | Första uppskjutningen med en Falcon Heavy-raket                                                   |
| OTV-8    | augusti 2023               | USSF 36 |                         |                                                                                                   |

## X-37C
2011 meddelade Boeing att det fanns planer på att bygga en uppkallad variant av X-37B. Farkosten skulle bli mellan 165% och 180% större än X-37B och kunna ta en besättning på upp till sex personer.